# Mandeln (Heraldik)

vier rote Mandeln im Feld eins und vier

Als Mandeln werden die vier freien Flächen am Wappenrand im Wappen bezeichnet, die durch das Tatzenkreuz entstehen. Sie zeigen die Farbe des Wappenschildes. Eine Belegung dieser Plätze mit anderen Wappenfiguren ist ungewöhnlich.